# خولیو کینتانا
خولیو کینتانا (اسپانیایی: Julio Quintana‎; ۱۳ ژوئیهٔ ۱۹۰۴ – ۱۶ ژوئن ۱۹۸۱) بازیکن فوتبال اهل پرو بود.
از باشگاه‌هایی که در آن بازی کرده‌است می‌توان به باشگاه فوتبال آلیانزا لیما اشاره کرد.
وی همچنین در تیم ملی فوتبال پرو بازی کرده‌است.